# Ball

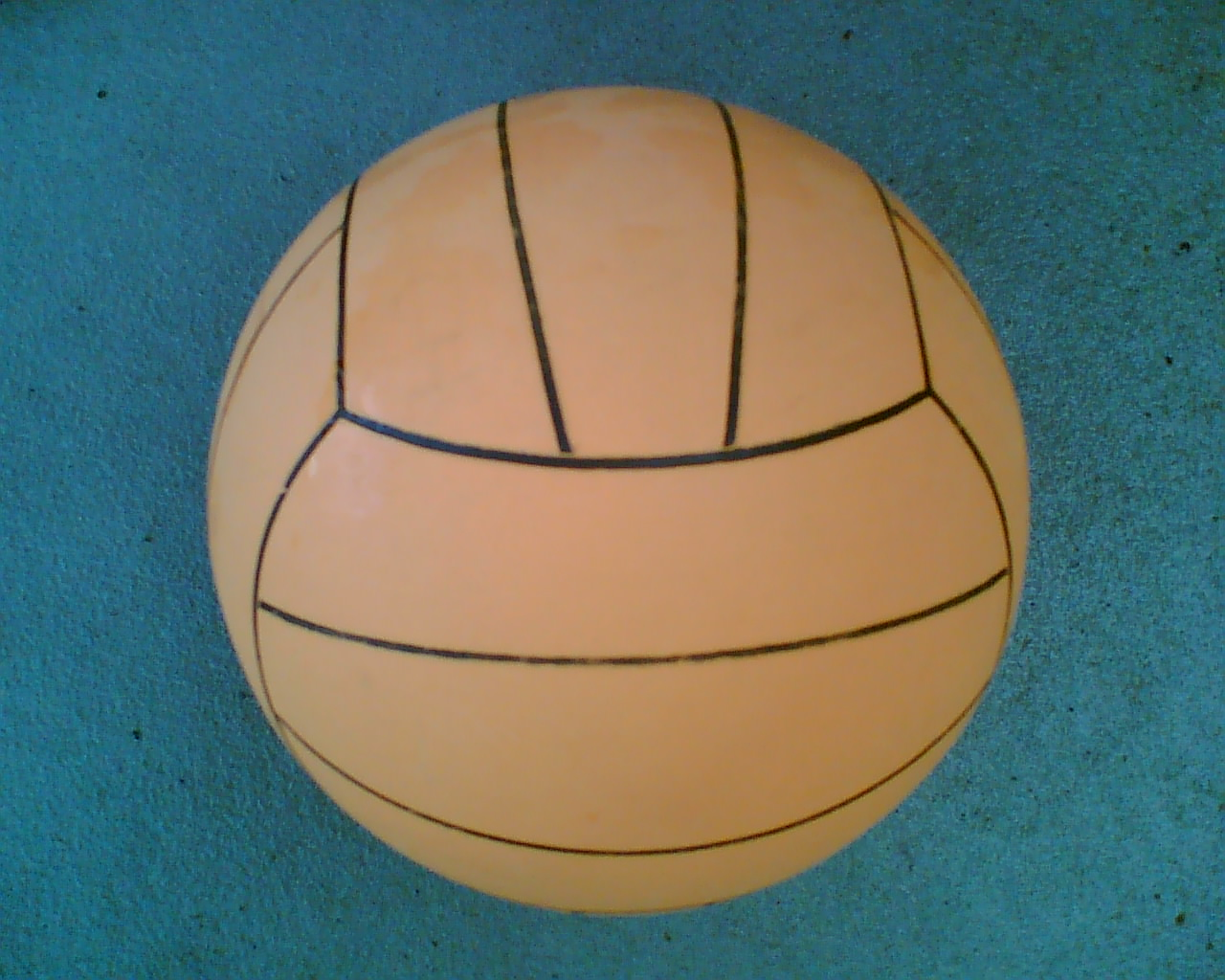
Wasserball

Ein Ball ist ein rundes, üblicherweise kugelförmiges, seltener ovales, elastisches Spielzeug oder Sportgerät aus Leder, Gummi oder Kunststoff. Neben Bällen gibt es noch Spielkugeln, die  üblicherweise aus hartem Material wie Holz, Kunststoff, Metall oder Elfenbein bestehen. Durch Spiele, die dem englischen Sprachraum entspringen, in dem es nur den Begriff ball gibt, wird die Grenze zwischen den Begriffen verwischt. Beispielsweise werden beim Billard oder Bowling beide Begriffe verwendet.
Schon in der Antike richtete man in den Palästen eigene Ballspielräume ein. Im Laufe der Jahrhunderte wurden unzählige Ballspiele/Ballsportarten erfunden. Für diese Ballspiele wurden auch Regeln festgelegt und wenn nötig verfeinert.

## Etymologie
Der Begriff kommt nicht vom altgriechischen Verb βάλλειν ballein für „werfen“, sondern ist vielmehr ein germanisches Erbwort, welches sich von dem Wortfeld für „anschwellen“ ableiten lässt und mit griechisch φάλλος phallos urverwandt ist.

## Beschaffenheit
Bälle bestehen normalerweise aus einer luftgefüllten Hülle, die erst durch Aufpumpen auf einen bestimmten Druck ihre Kugelform erhält. Ausnahmen bilden beispielsweise der Hockey- und Golfball. Als offizielle Kugelsportverbände gelten international Confédération Mondiale des Sports de Boules (CMSB) bzw. national Deutscher Boccia-, Boule- und Pétanque-Verband (DBBPV), sie werden unter Boule-Spiel behandelt.

## Liste nach Sportarten
| Ball bzw. Sportart                   | Gewicht in Gramm        | Umfang in cm                                |
| ------------------------------------ | ----------------------- | ------------------------------------------- |
| Baseball                             | 142–149                 | 22,9–23,5                                   |
| Basketball                           | 567–650                 | 75–78                                       |
| Beachvolleyball                      | 260–280                 | 66–68                                       |
| Billardkugel (Karambolage)           | 205–220                 | 18,9                                        |
| Billardkugel (Kegelbillard)          | 194–220                 | 18,9–19,3                                   |
| Billardkugel (Poolbillard)           | 170                     | 16–22                                       |
| Billardkugel (Snooker)               | 142                     | 16,5                                        |
| Brennball                            | 260–280                 | 65–67                                       |
| Bowlingball                          | 2.721,6–7.257,6         | 67,8–68,6                                   |
| Cricketball                          | 155,9–163               | 22,4–22,9                                   |
| Faustball                            | 300–350                 | 65–71                                       |
| Federball                            | 4,7–5,5                 | ---                                         |
| Fußball                              | 396–453                 | 68–71                                       |
| Gummiball                            |                         | 2–7                                         |
| Golfball                             | 45–48                   | 12,6                                        |
| Gymnastikball                        |                         | 45–75                                       |
| Handball                             | 315–475                 | 48–60                                       |
| Hockeyball                           | 156–163                 | 22,4–23,5                                   |
| Horseball                            | 600–700 (Fußball Gr. 4) | 65                                          |
| Kegelkugel                           | 2.850                   | ca. 50,2                                    |
| Korbball                             | 400–500                 | 56–60                                       |
| Jonglierball                         | 110–150                 | ---                                         |
| Medizinball                          | 1.500–3.000             | 110                                         |
| Minigolfball                         | 30–150                  | 11,6–13,5                                   |
| Poloball                             | 130                     | 22–25                                       |
| Prellball                            | 320–380                 | 62–68                                       |
| Rugbyball (eiförmig)                 | 410–460                 | 74–77 (spitzelliptisch) x 58–62 (kreisrund) |
| Schlagball                           | 70–85                   | 19–21                                       |
| Schleuderball                        | 600–1.500               | 65–70                                       |
| Sliotar (Hurling, Camogie, Rounders) | 110–120                 | 21,7–22,6                                   |
| Softball                             | 177–198                 | 30,45–30,56                                 |
| Squashball                           | 23,5–24,5               | 12,3–12,7                                   |
| Tennisball                           | 56,0–59,4               | 19,95–20,95                                 |
| Tischtennisball                      | 2,4–2,5                 | 11,4–12,1                                   |
| Unihockeyball (Floorball)            | 20–23                   | 22,6                                        |
| Unterwasserrugbyball                 | 2.000–4.000             | 49–54                                       |
| Völkerball                           | 260–280                 | 65–67                                       |
| Volleyball                           | 260–280                 | 65–67                                       |
| Wasserball (Sportgerät)              | 400–450                 | 68–71                                       |
| Wasserball (Spielzeug)               | 50–500 (typisch)        | 100–200 (typisch)                           |

## Bildergalerie

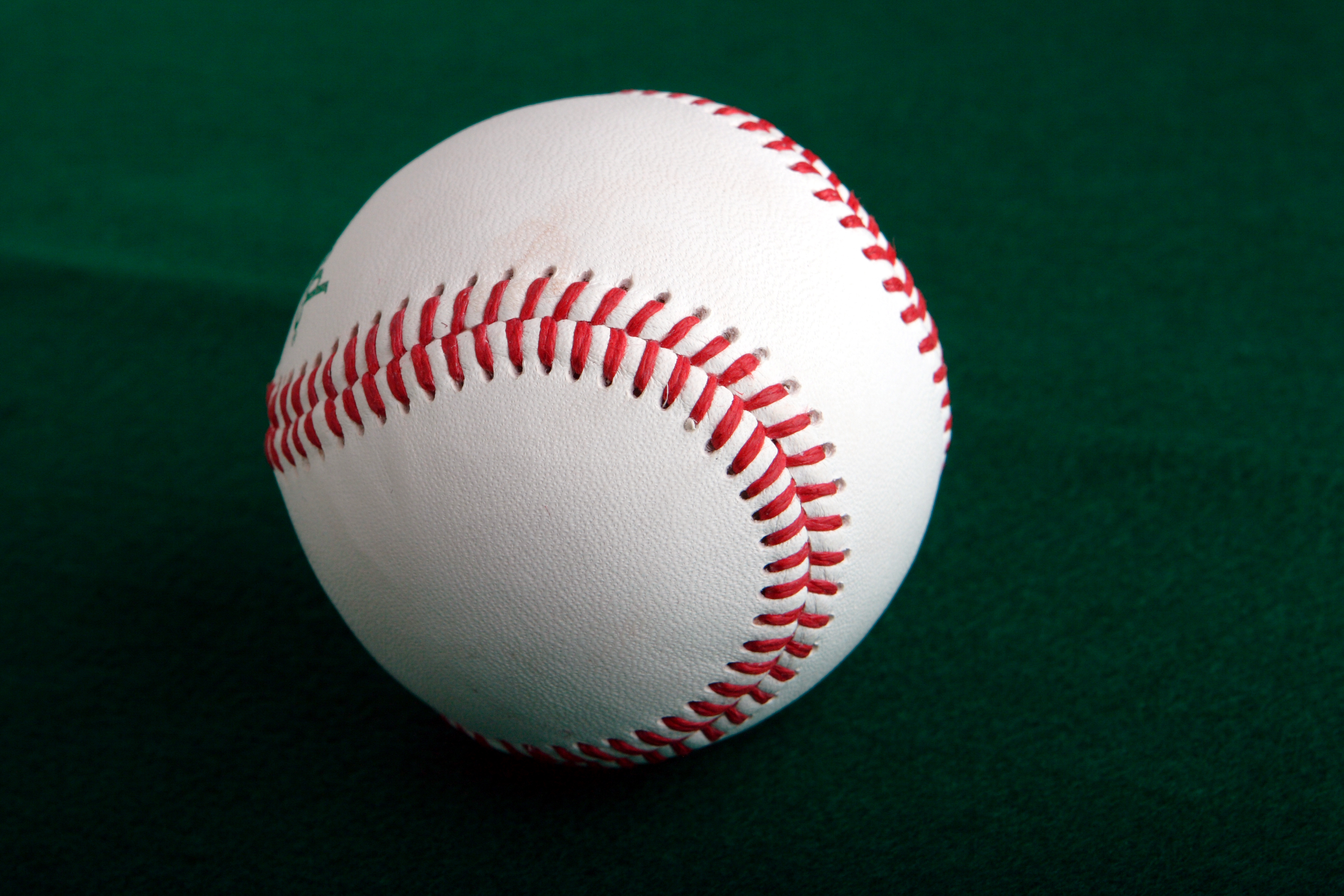
Baseball
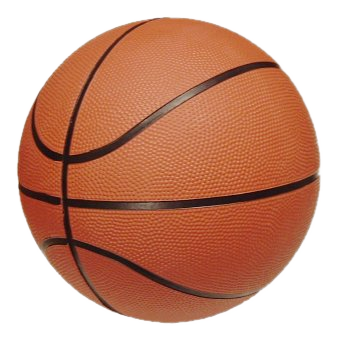
Basketball
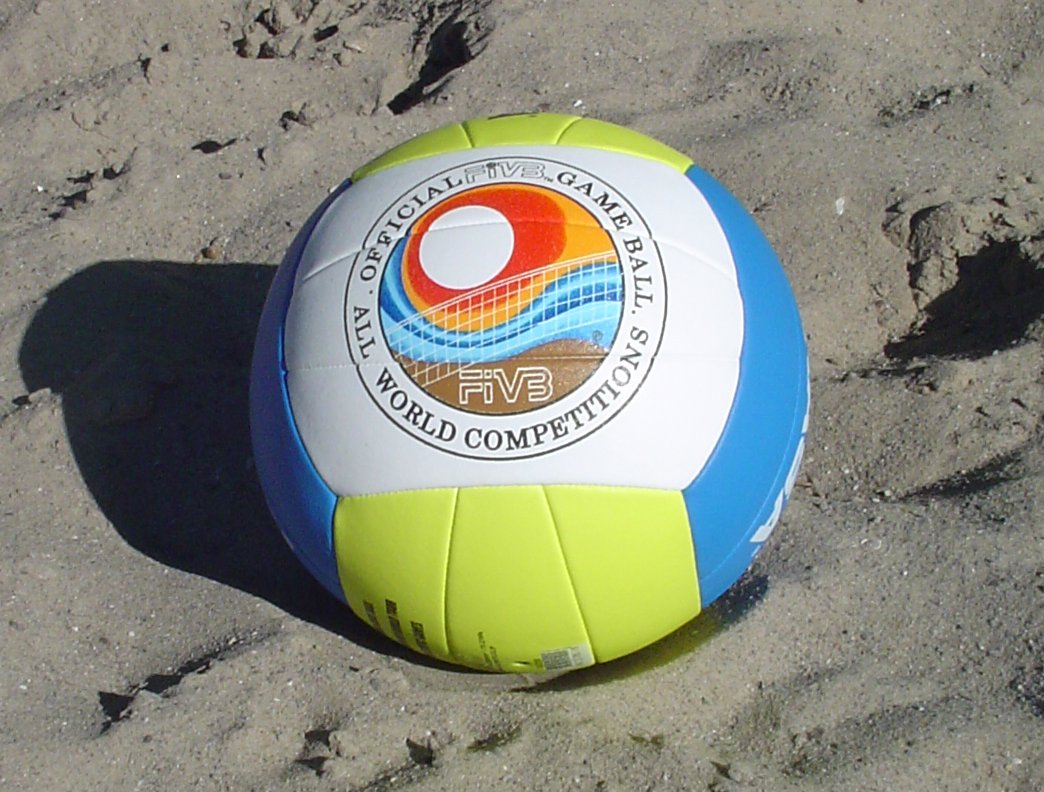
Beachvolleyball
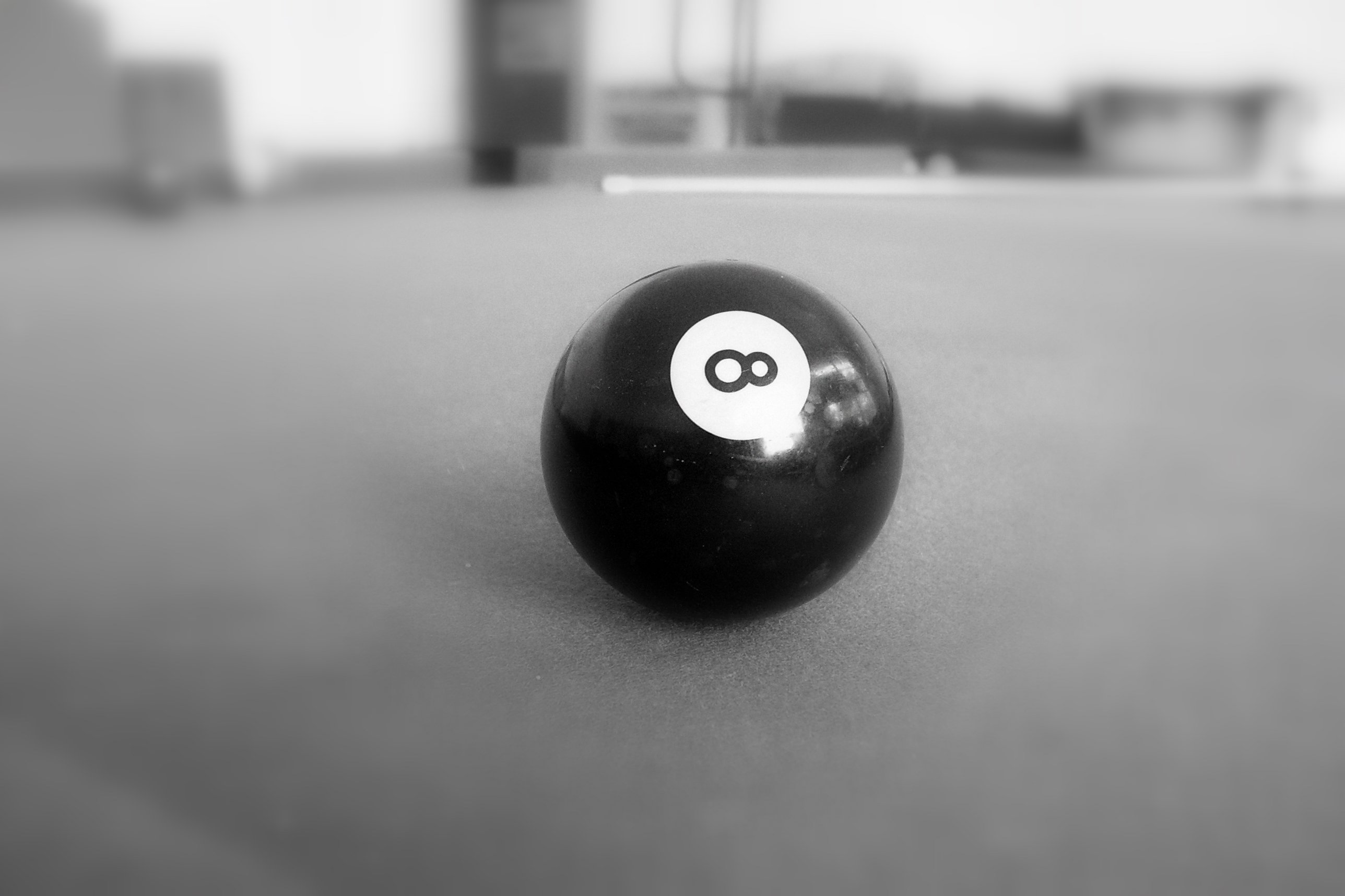
Billardkugel
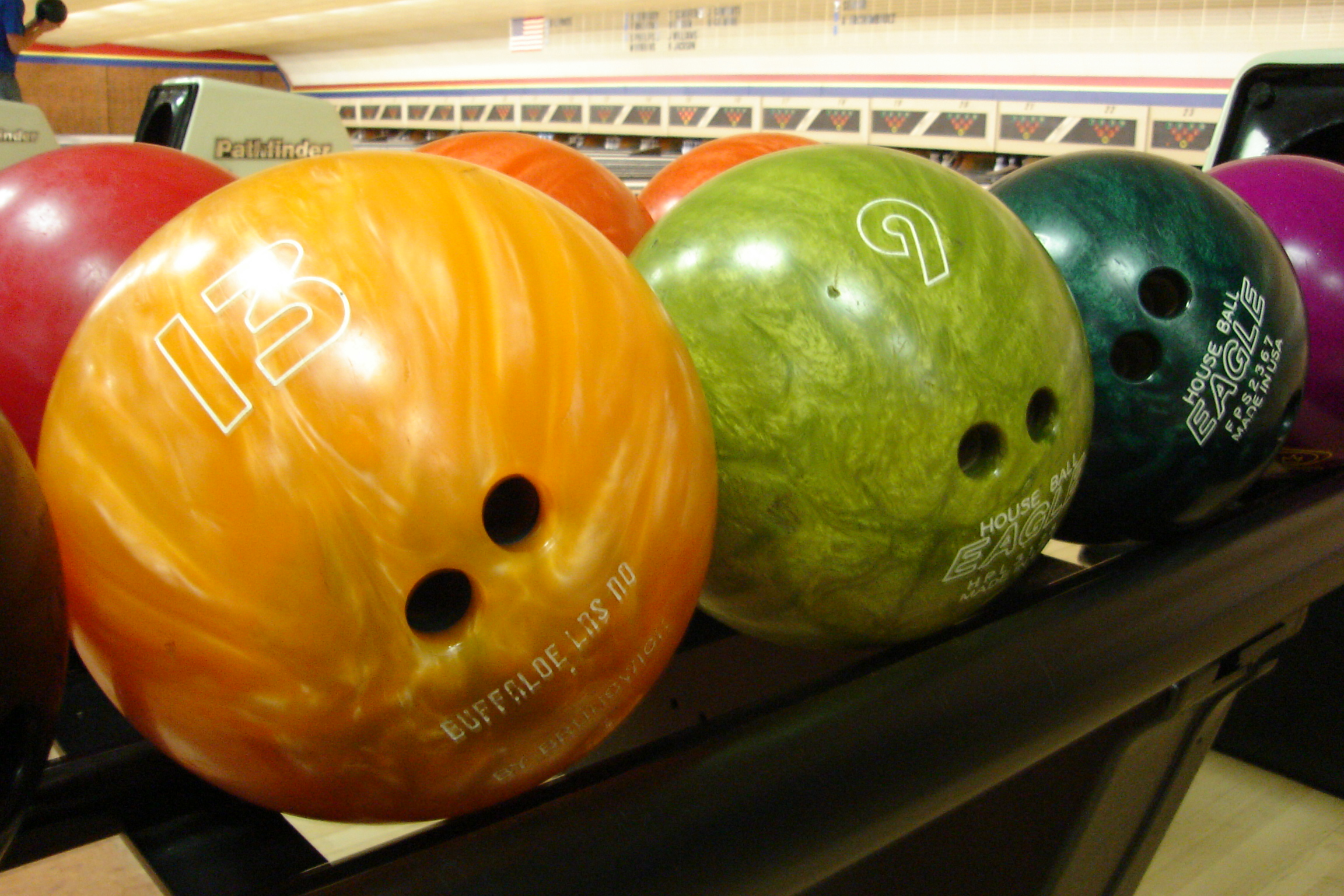
Bowlingball
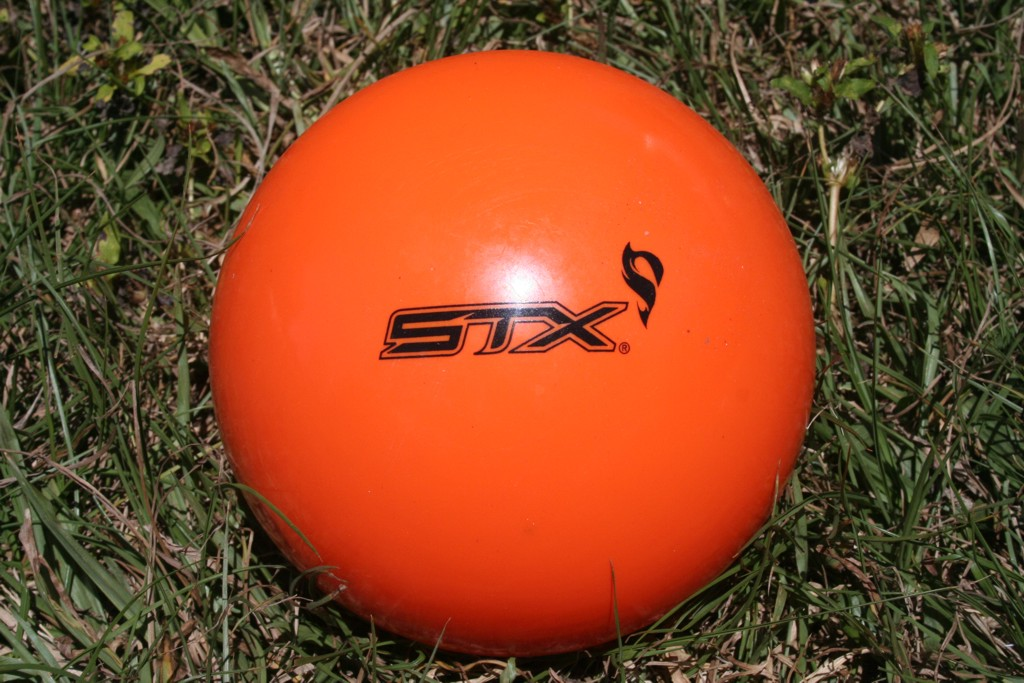
Broomball
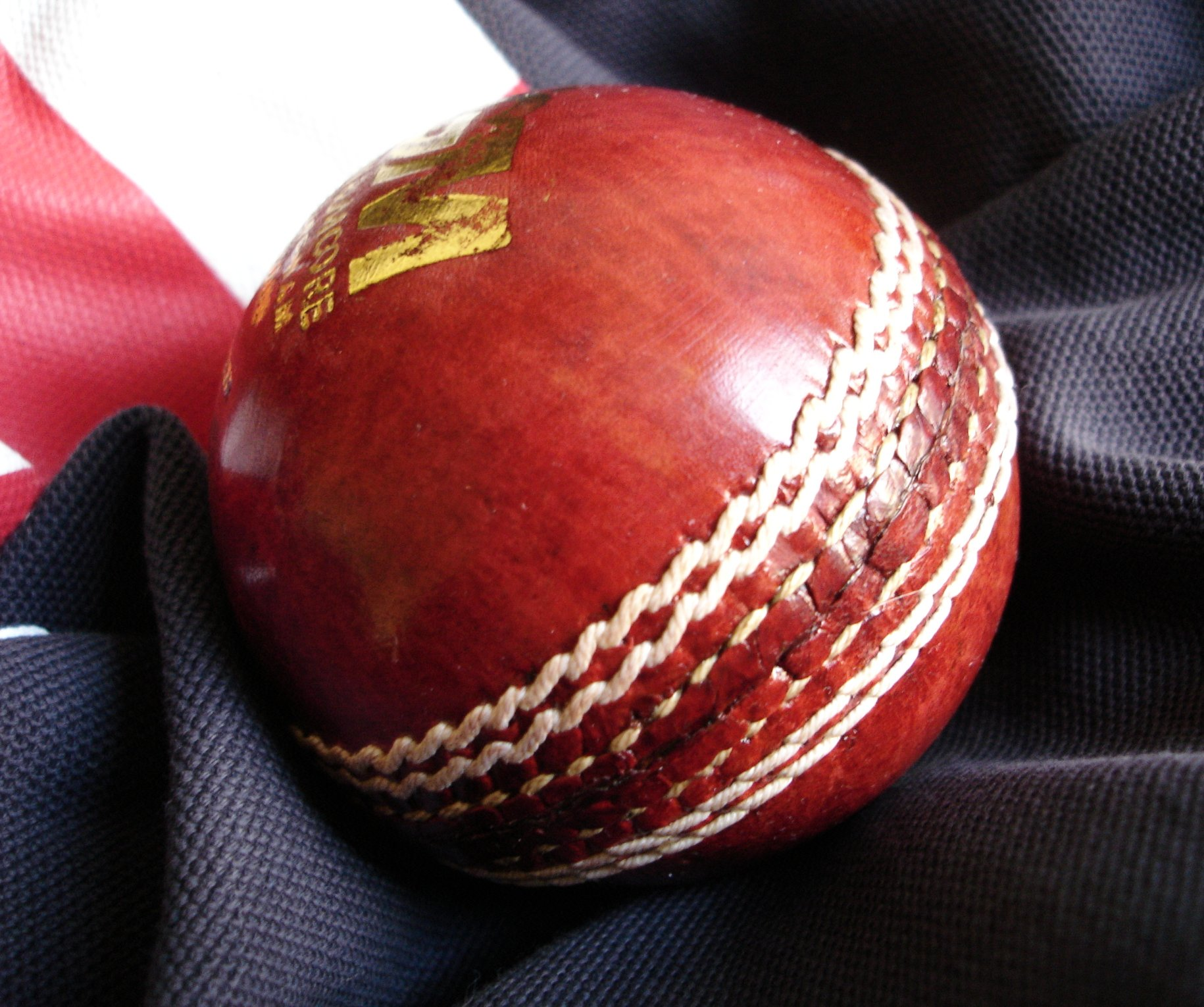
Cricketball
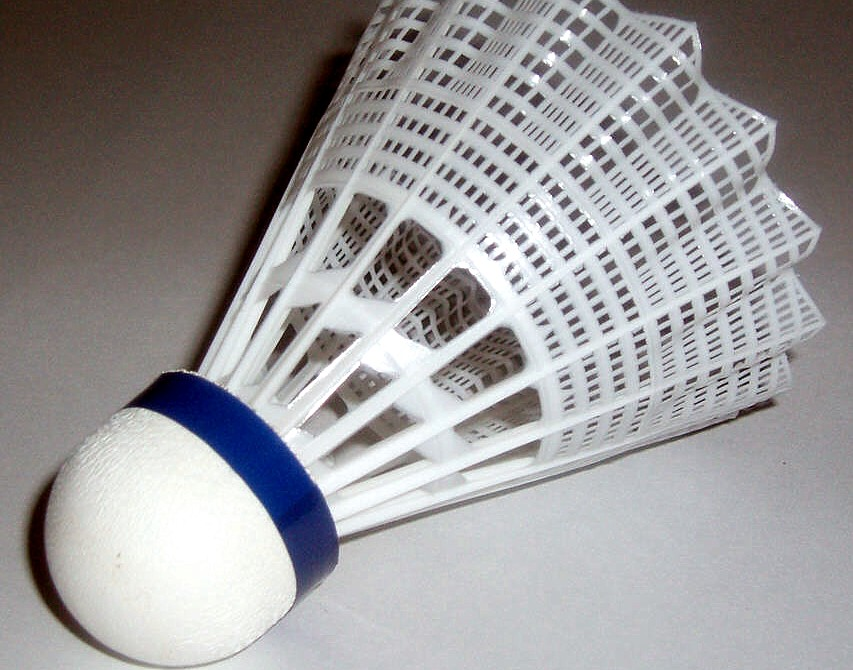
Federball
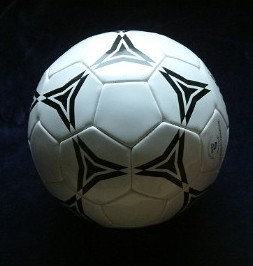
Fußball
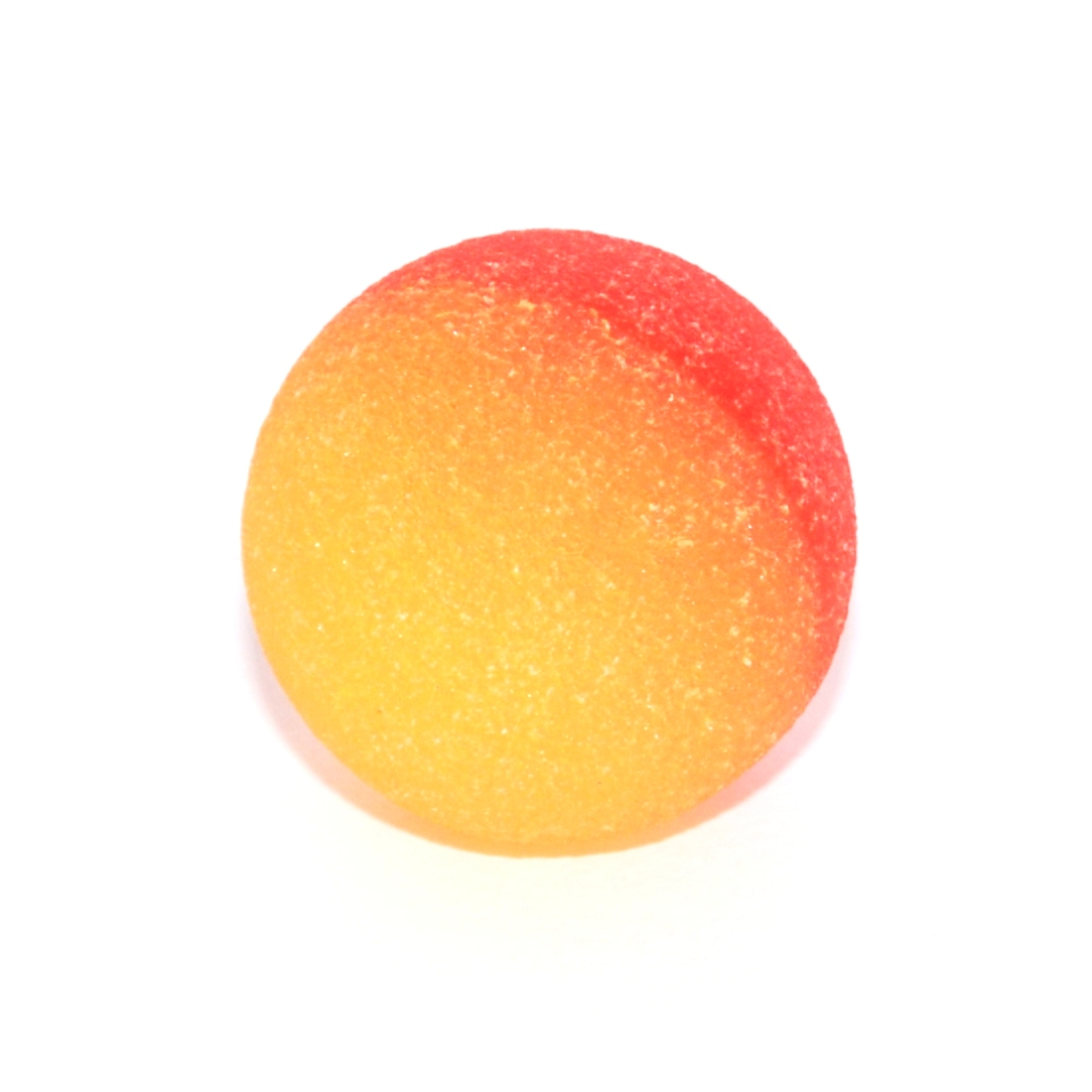
Gummiball
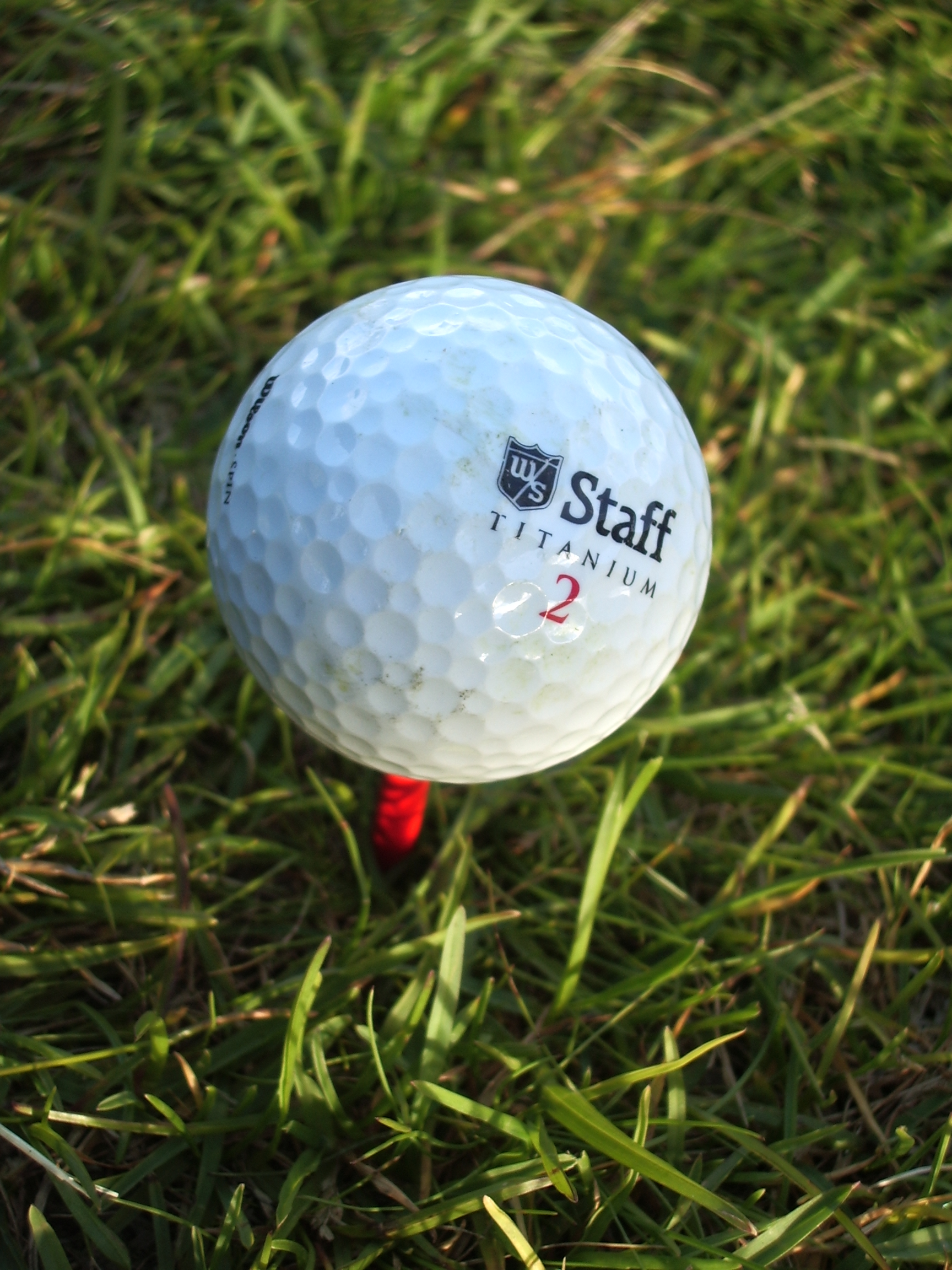
Golfball
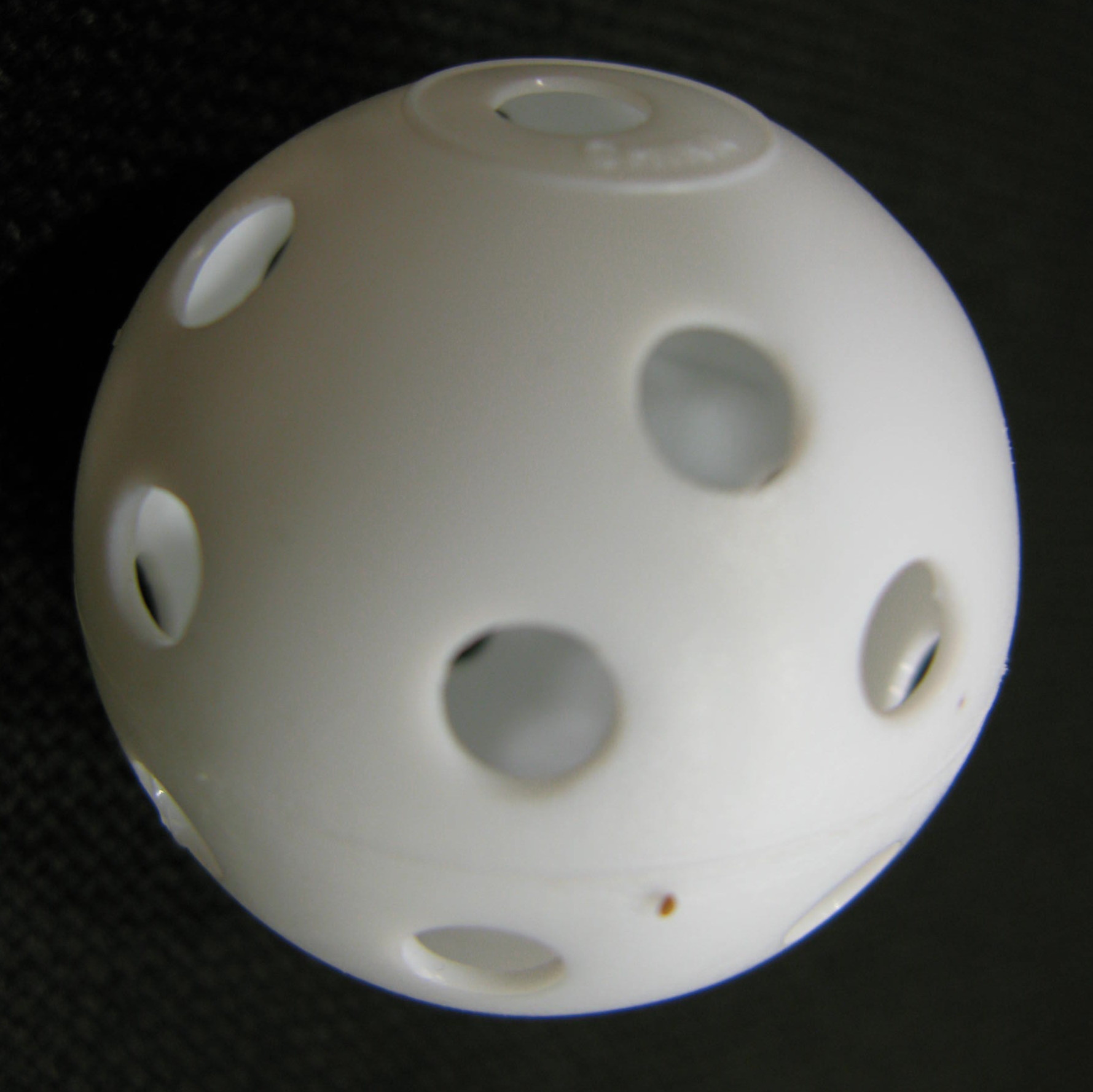
Golfball (Übungsball)
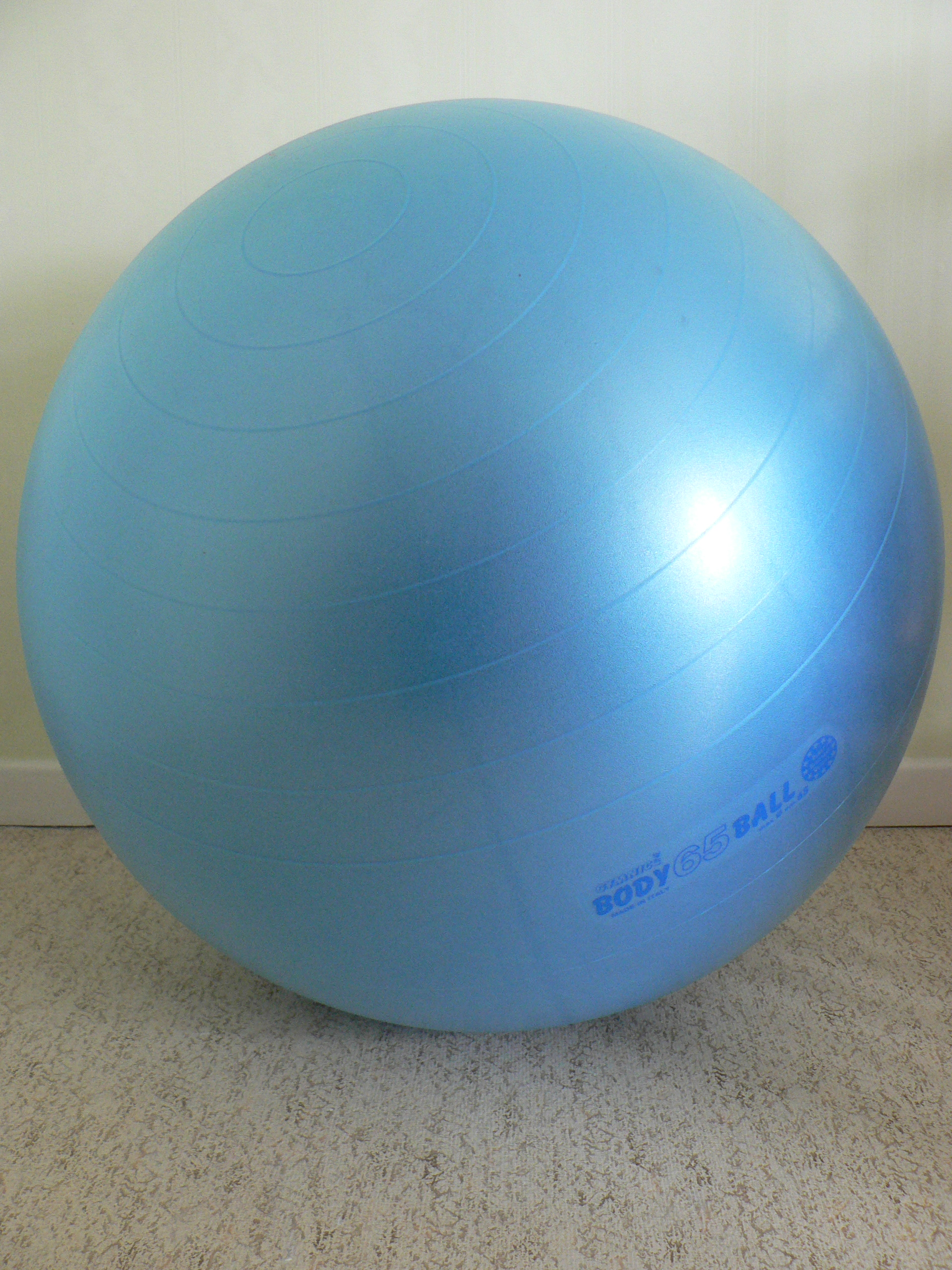
Gymnastikball
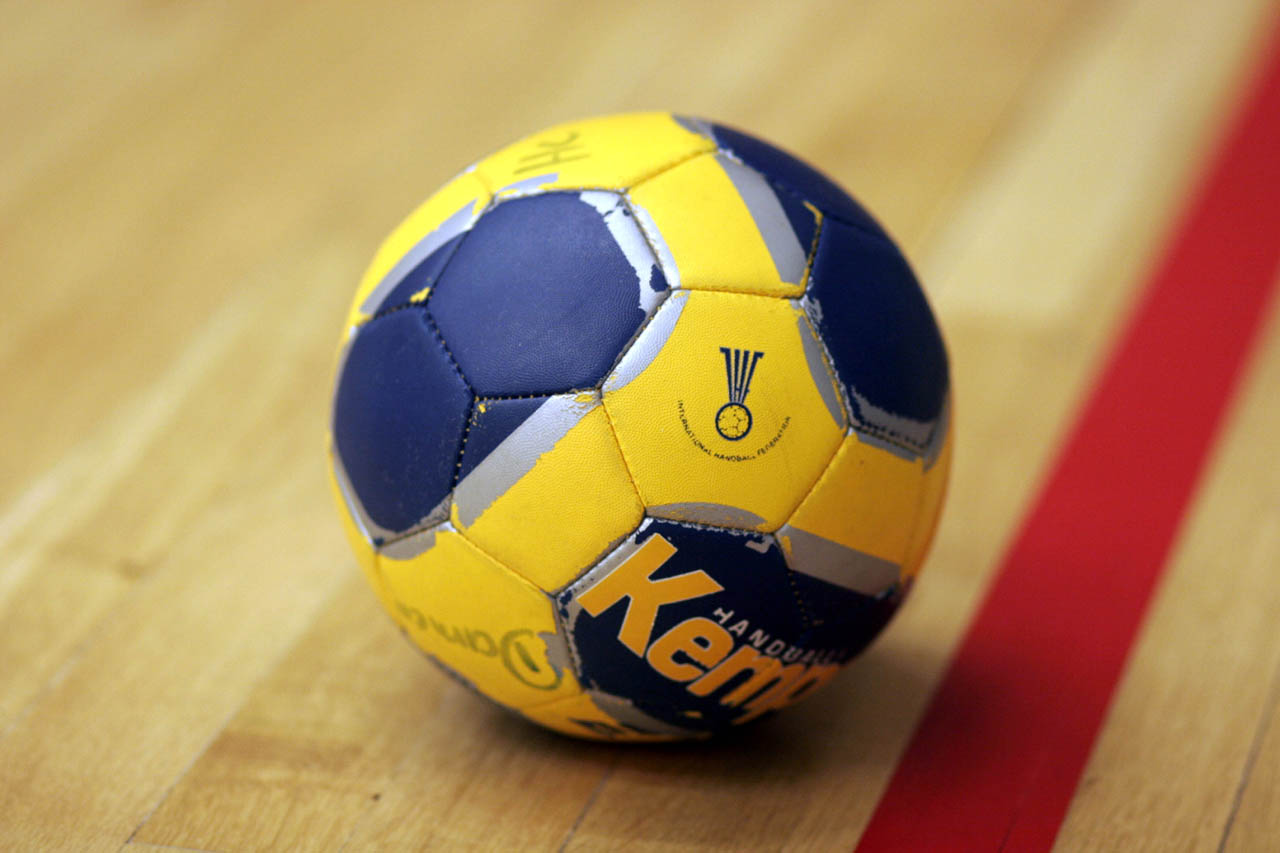
Handball
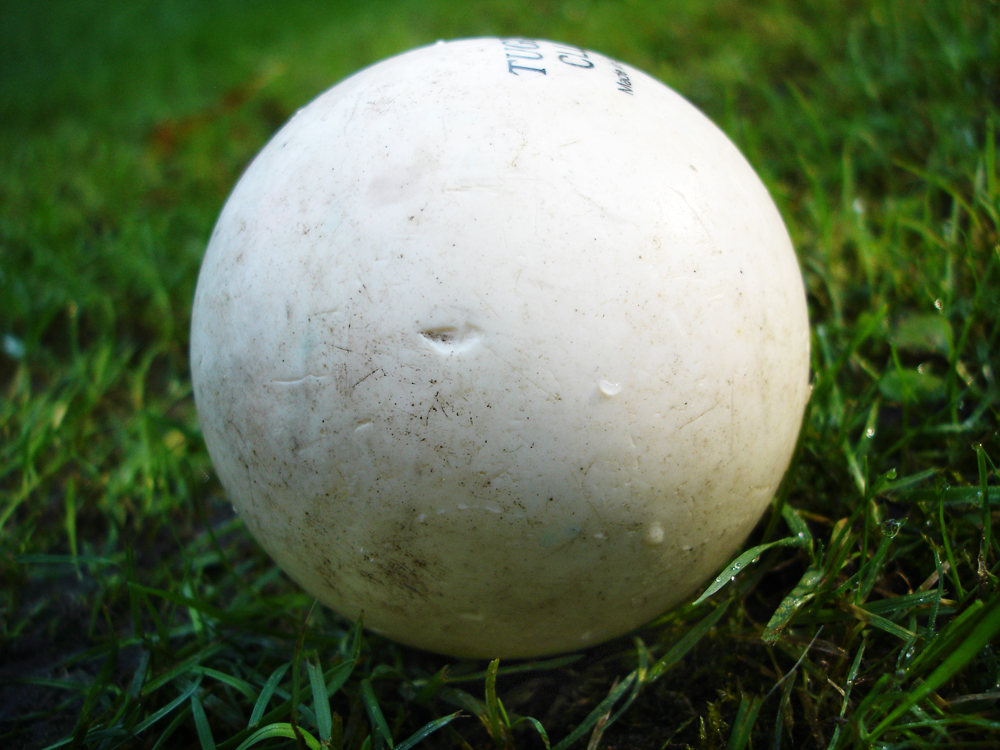
Hockeyball (Feldhockeyball)
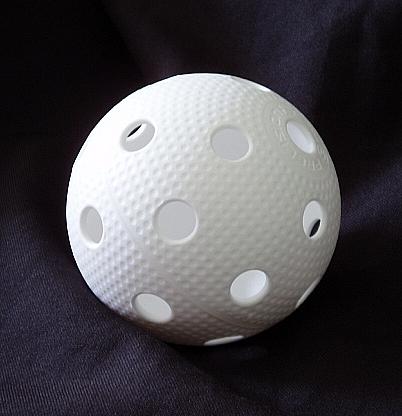
Hockeyball (Unihockeyball)
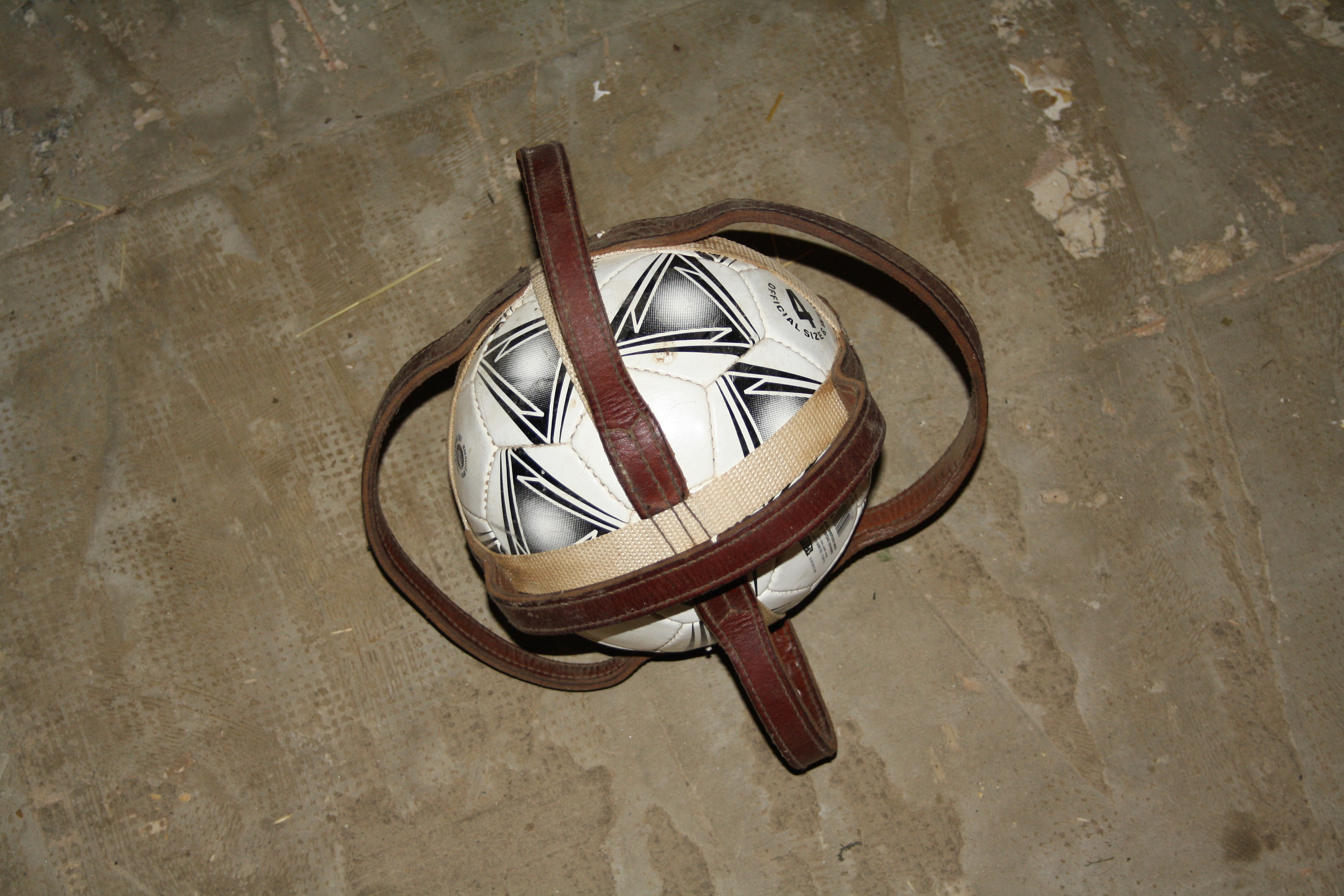
Horseball
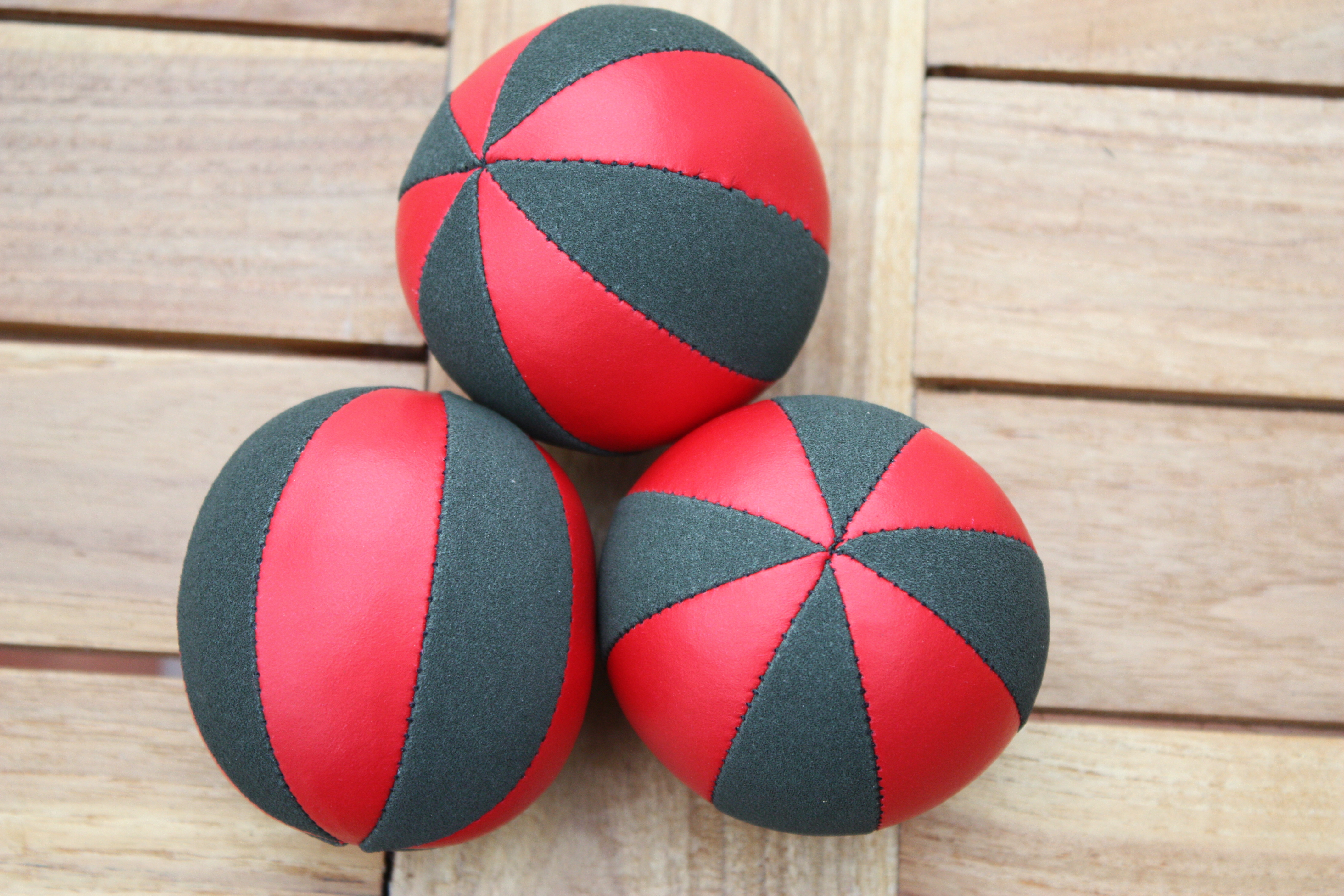
Jonglierball
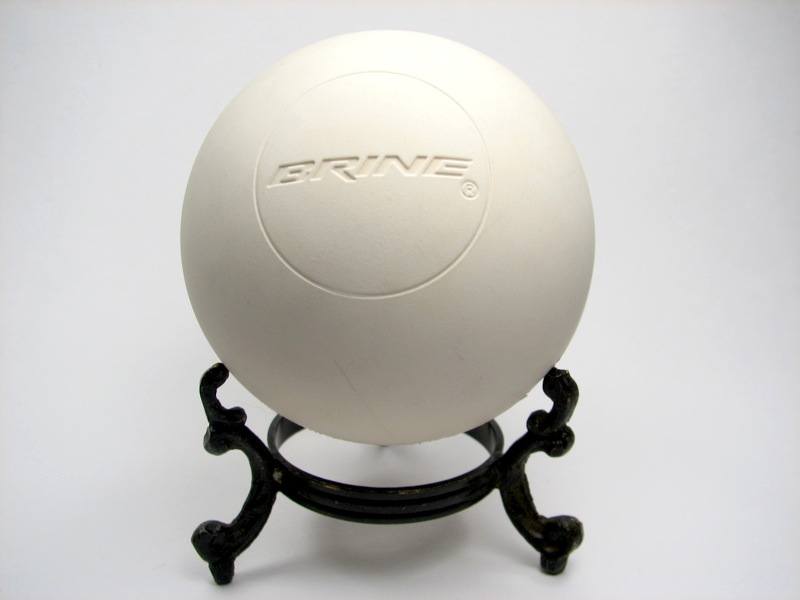
Lacrosseball
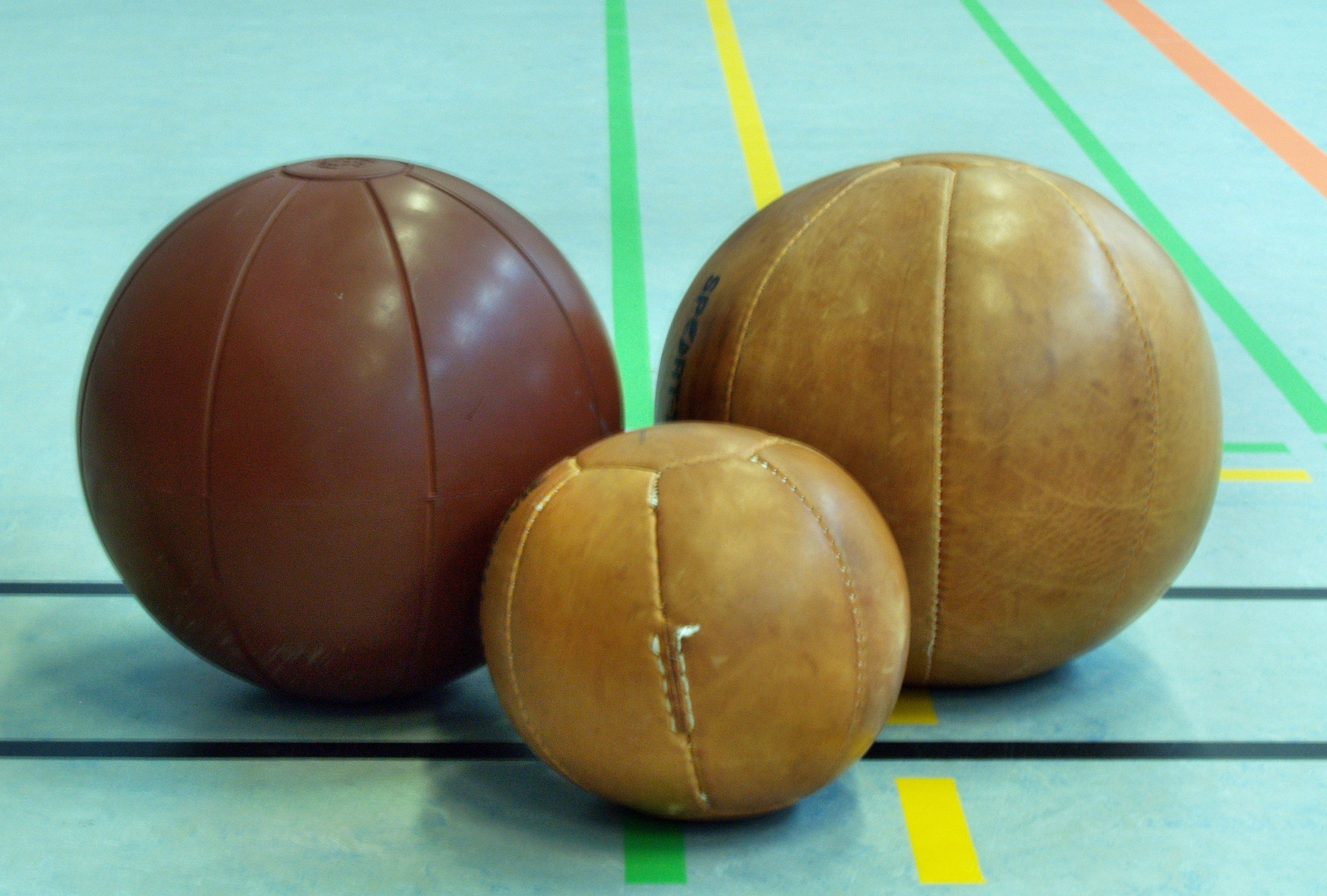
Medizinball
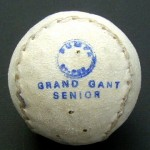
Pelota
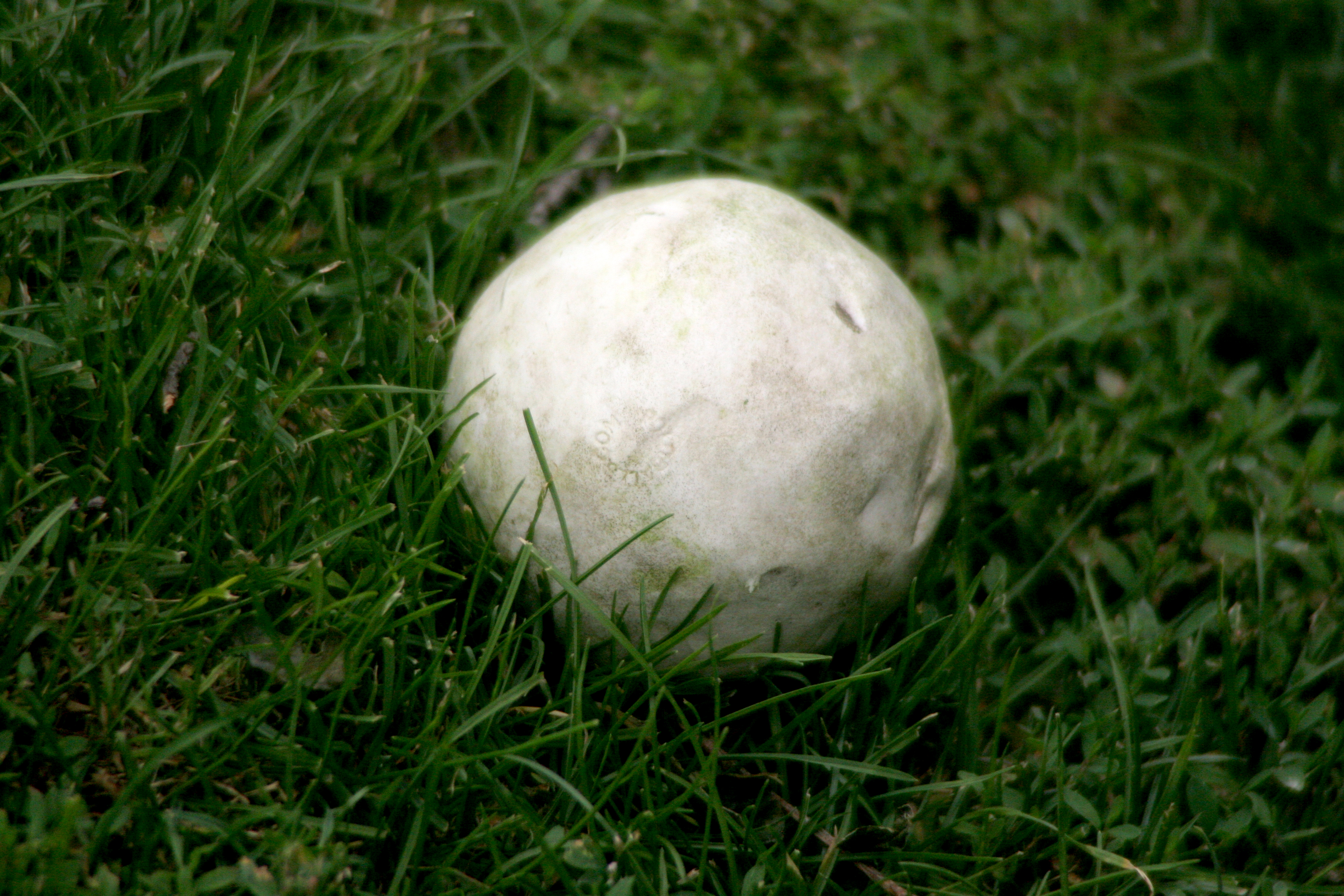
Poloball
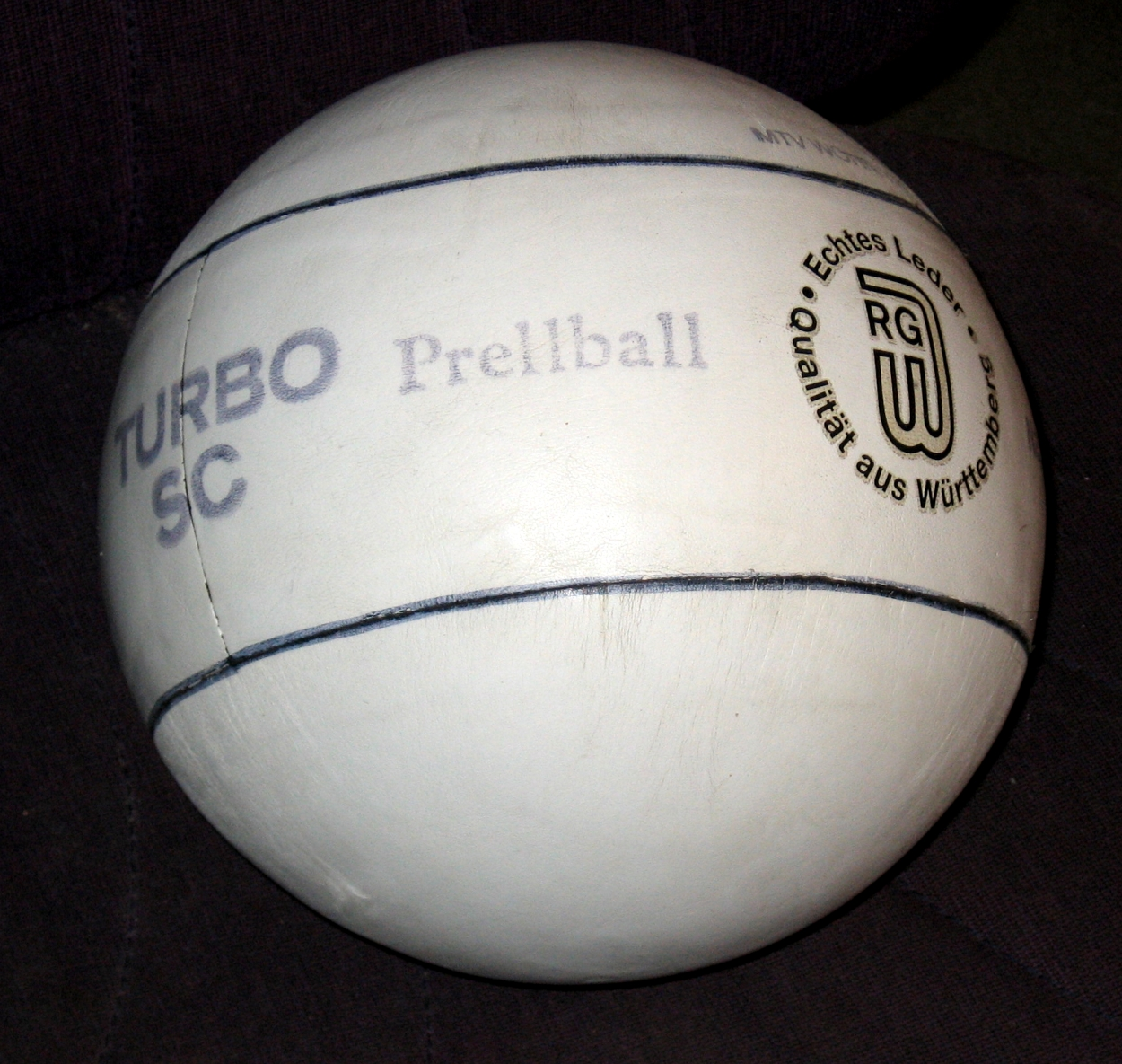
Prellball
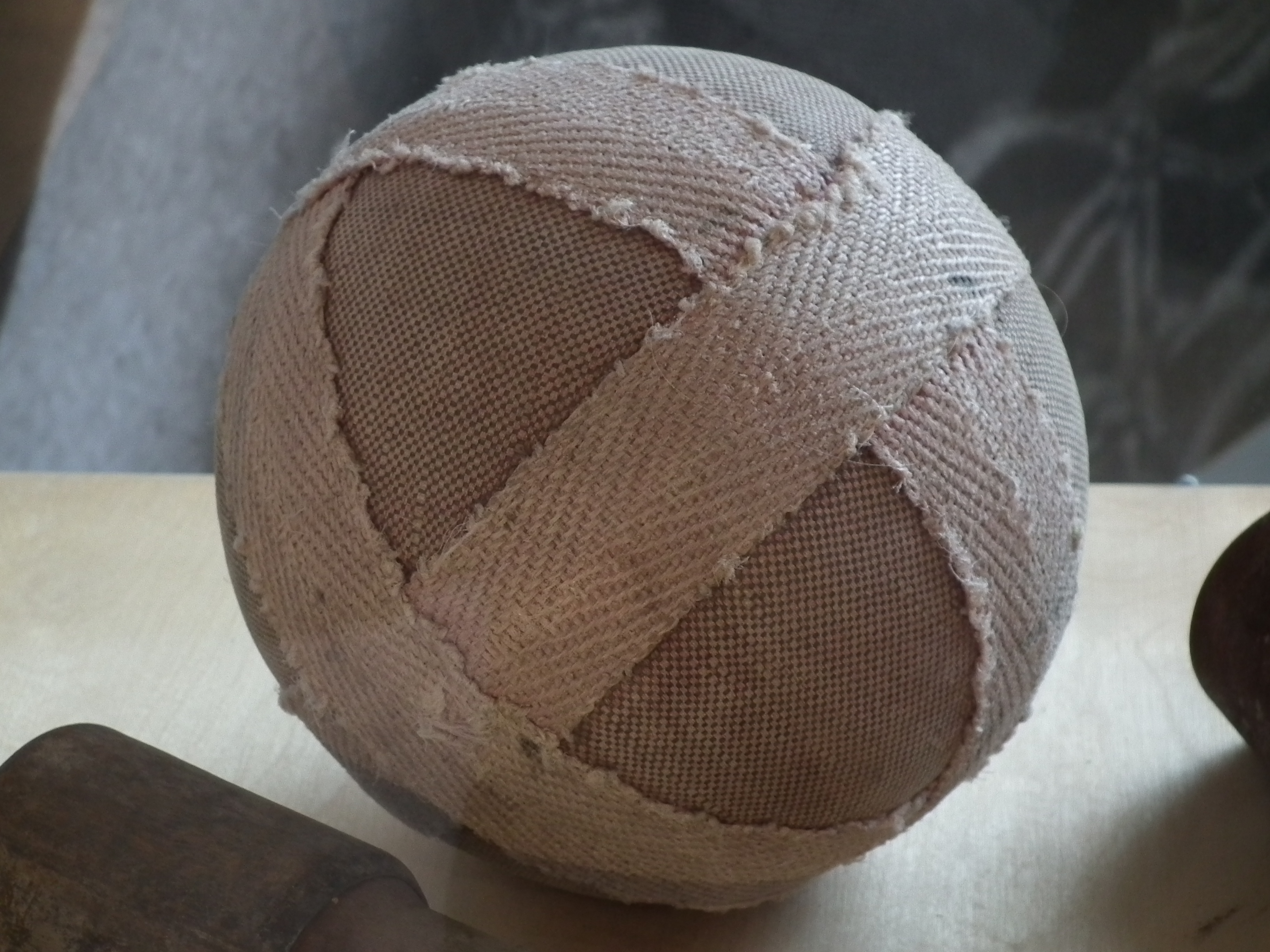
Radball
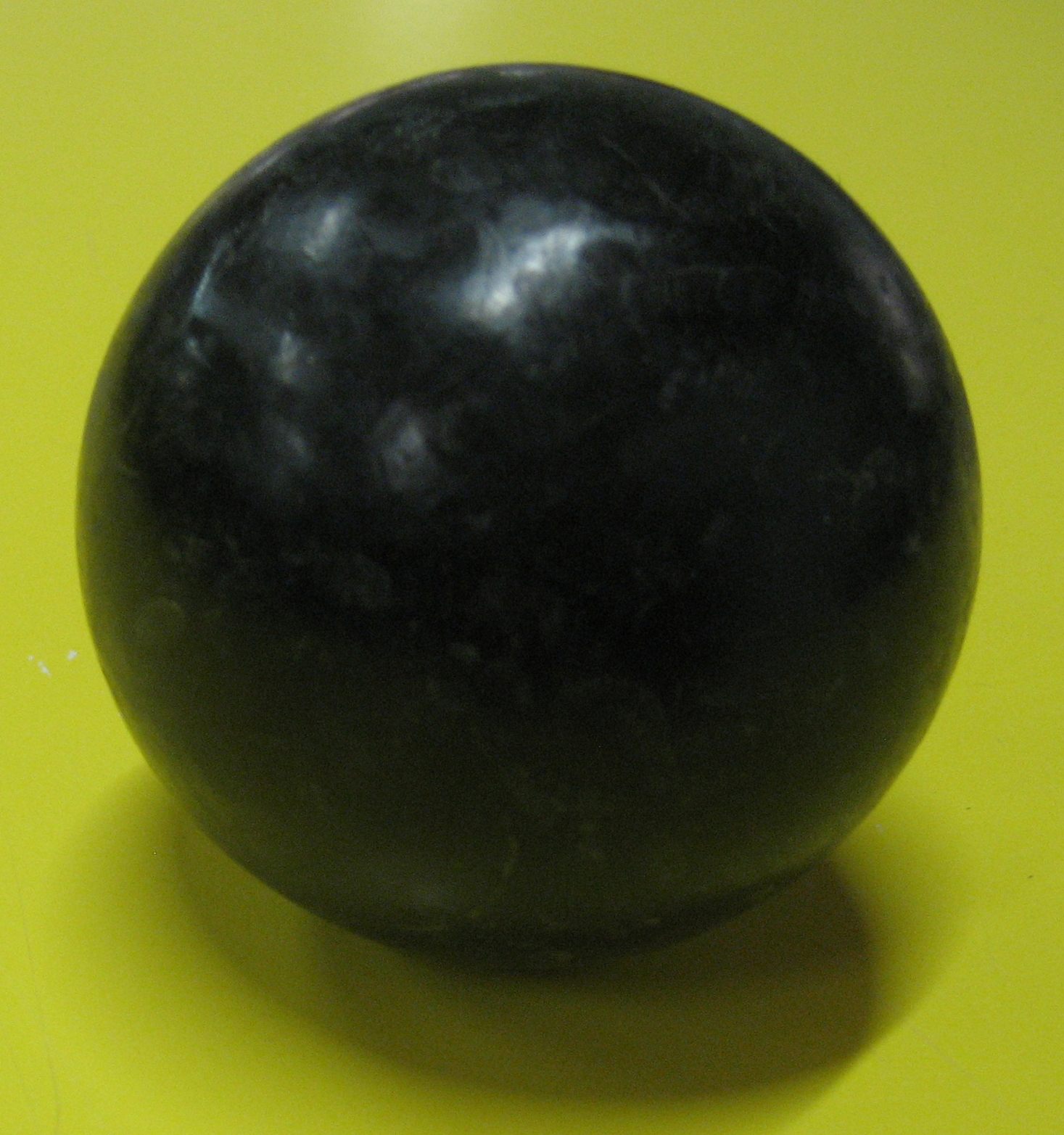
Rollhockeyball
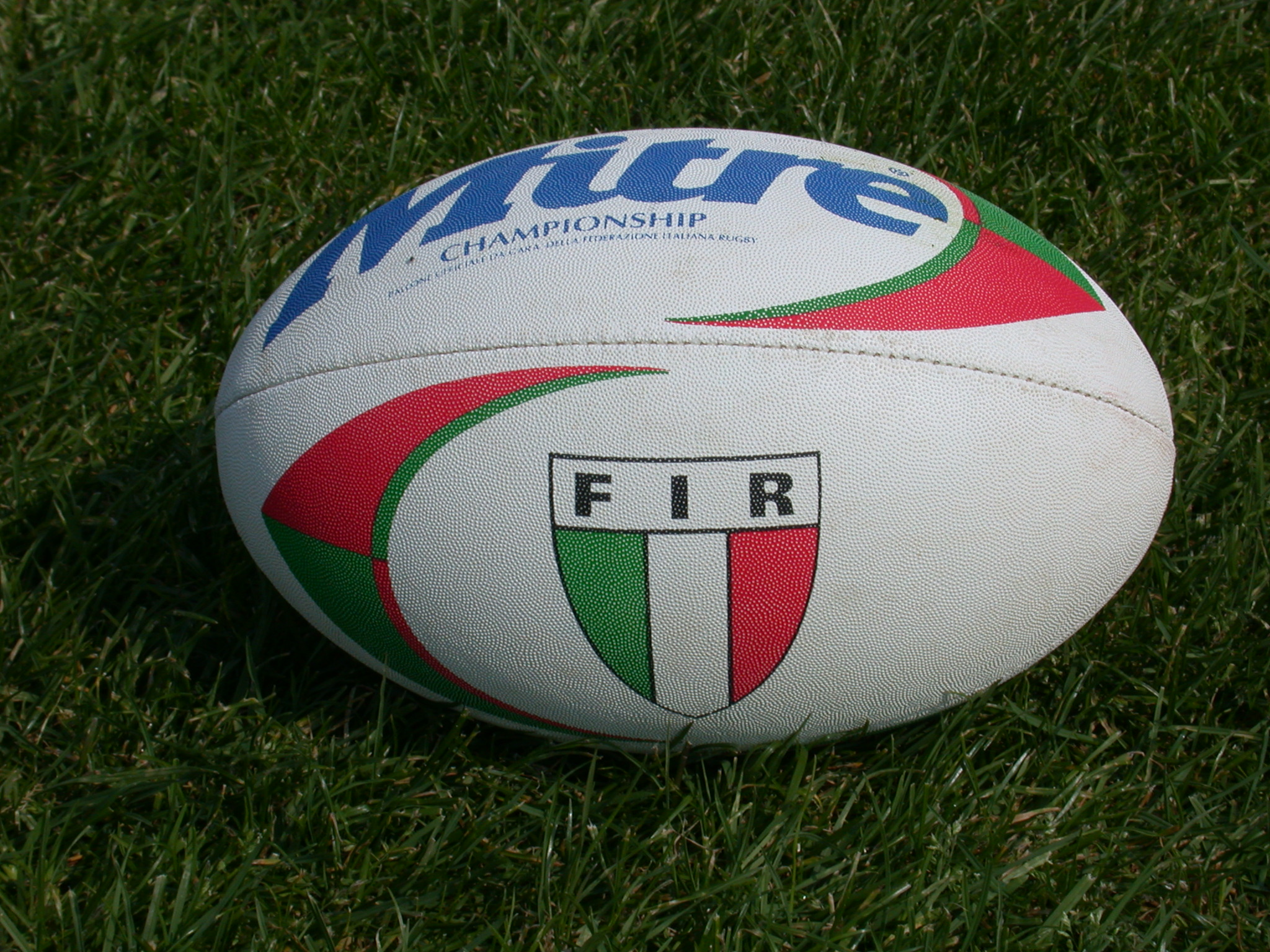
Rugbyball
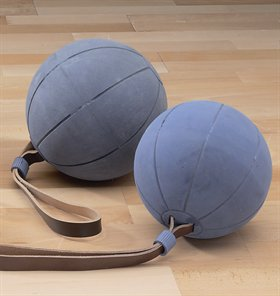
Schleuderball (Gewicht 1,5 kg)
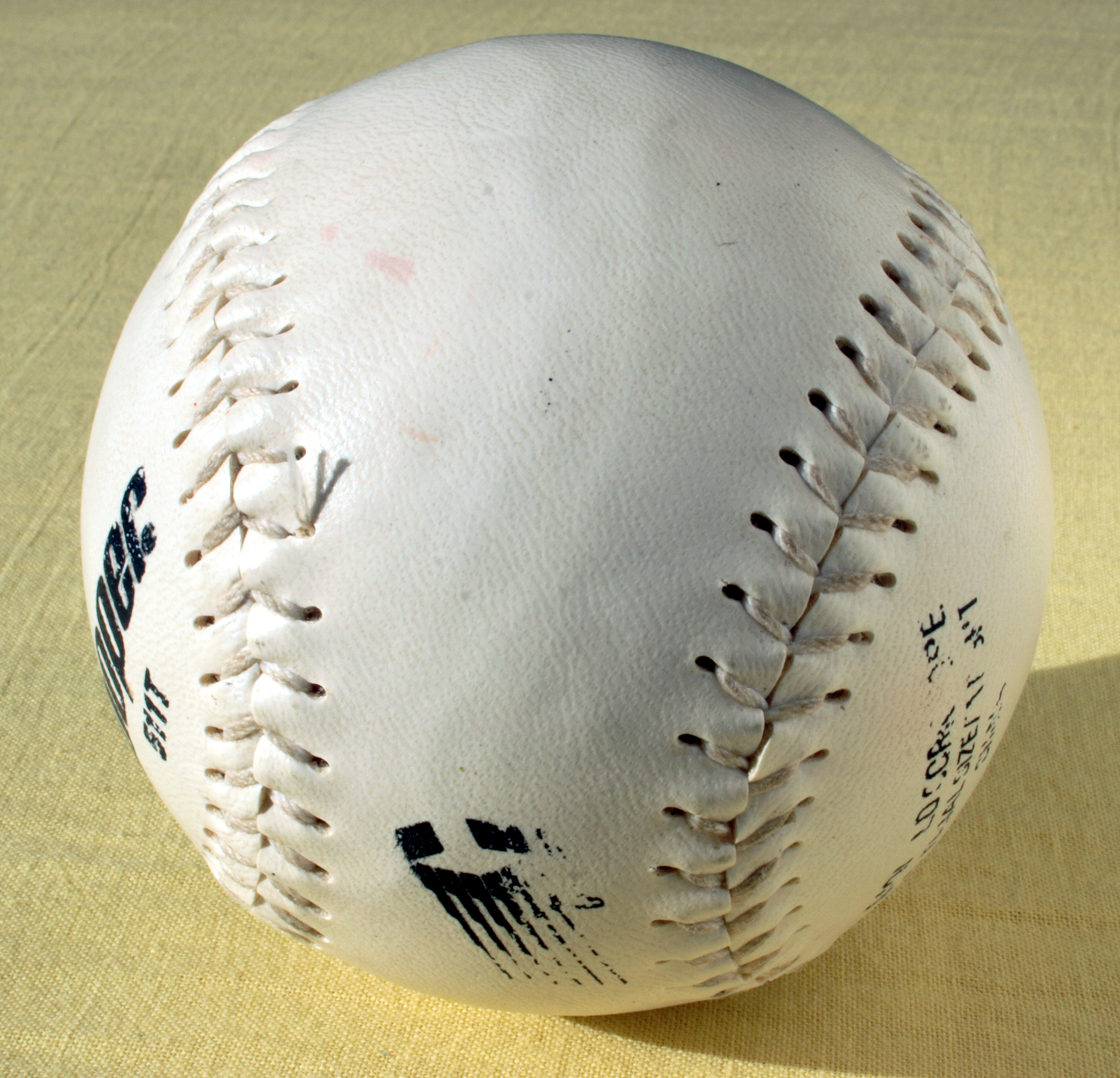
Softball
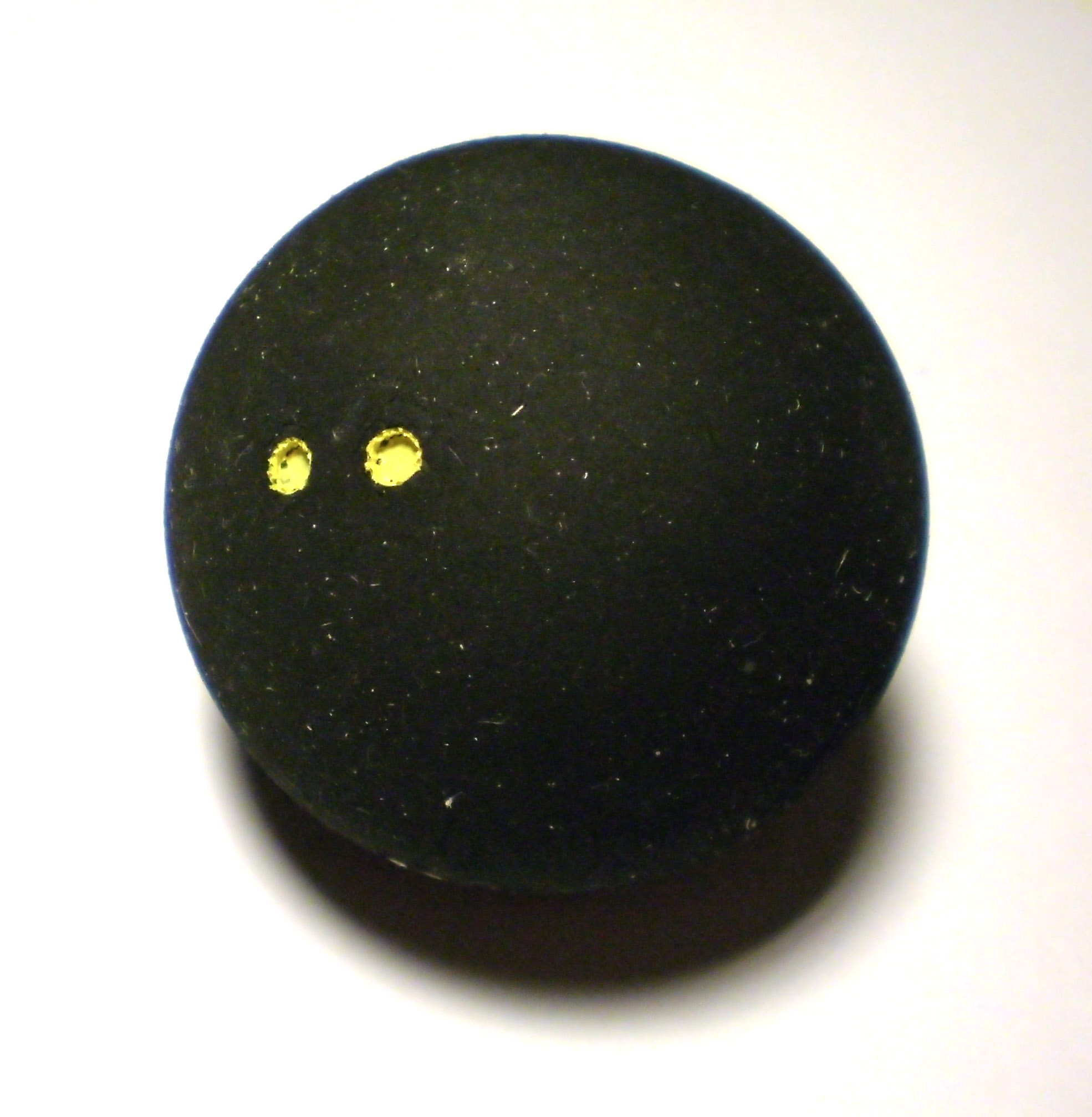
Squashball
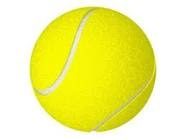
Tennisball
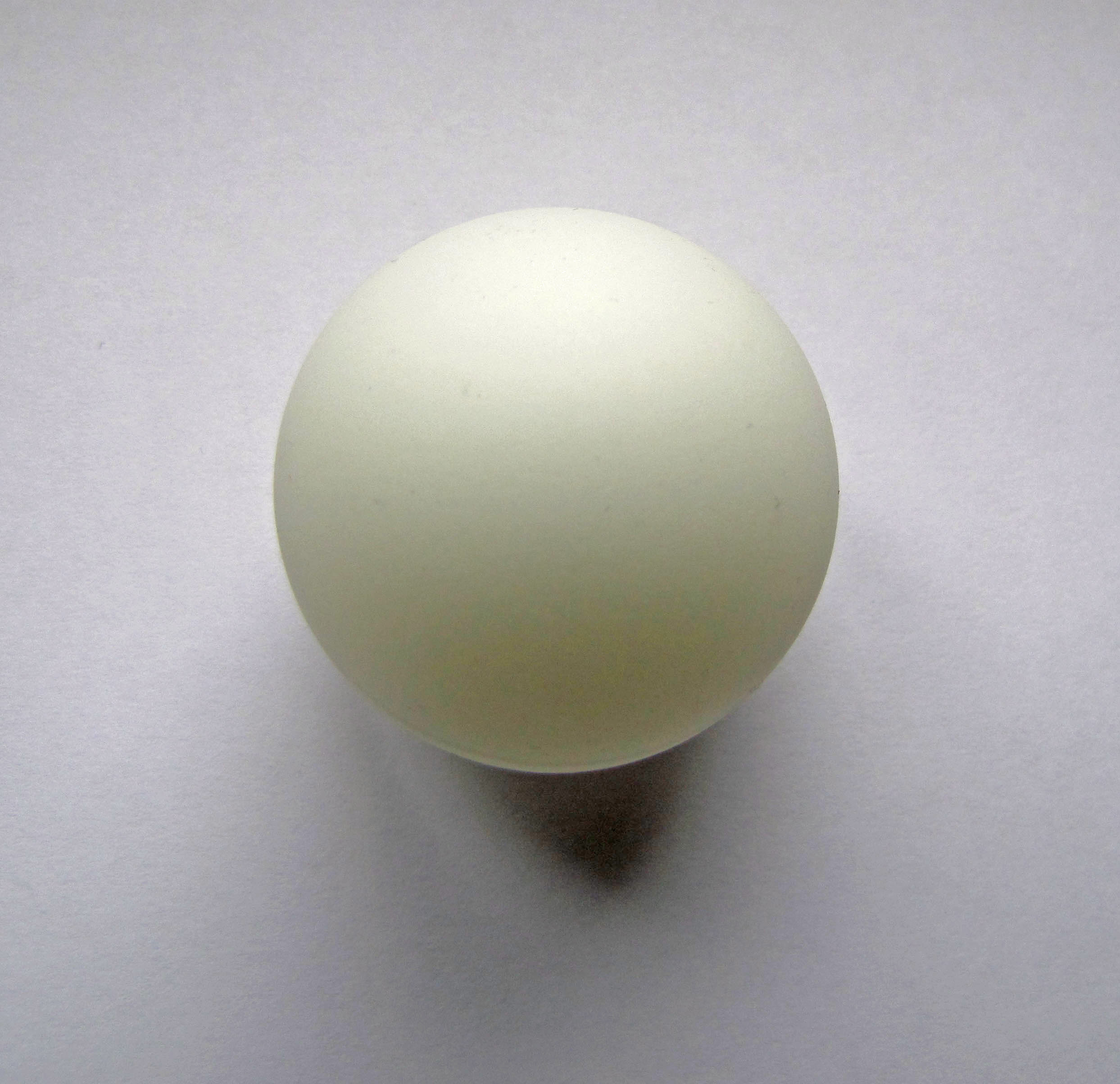
Tischtennisball
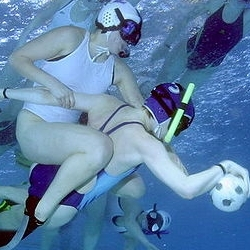
Unterwasserrugbyball
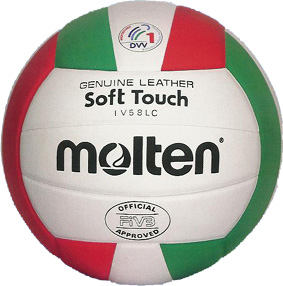
Volleyball
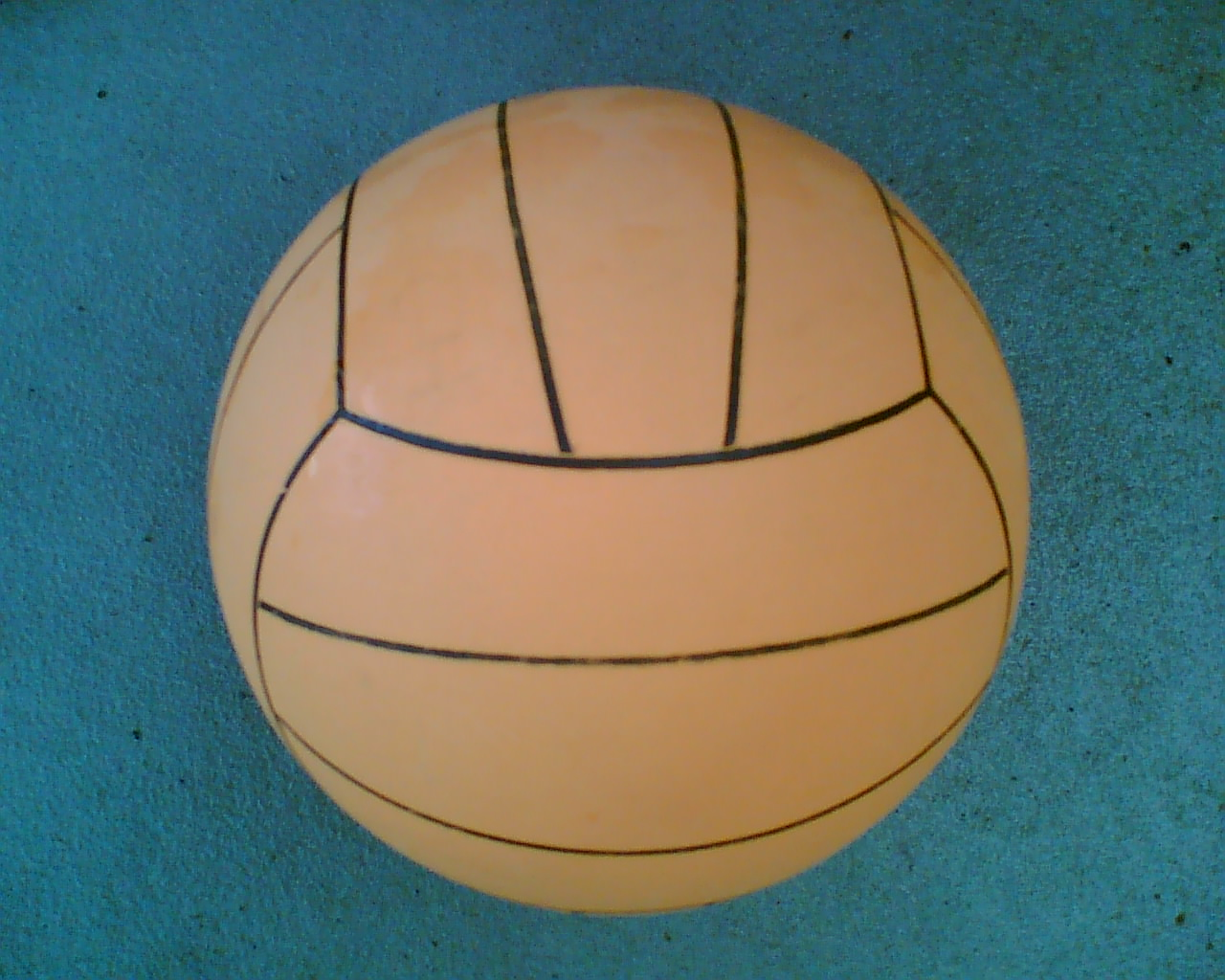
Wasserball
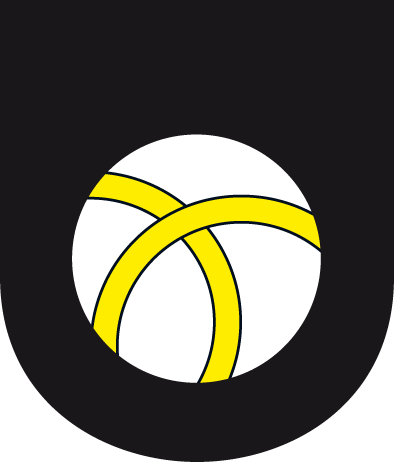
Wappen von Gossau-Dorf
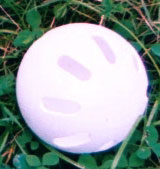
Wiffleball

## Spielzeugbälle
Spielzeugbälle sind häufig bunt oder schwarz-weiß bedruckt oder gefärbt, manchmal aber auch einfarbig. Es gibt sie in den verschiedensten Größen, die in der Regel keiner Norm entsprechen.
Bekannte Hersteller:
- TOGU (Deutschland)
- Mondo (Italien)
- Hedstrom (USA)
- Unice (Spanien)